# 雲南国際放送
雲南国際放送（ウンナンこくさいほうそう、中: 云南国际广播）（旧称：雲南ラジオテレビ放送・香格里拉之声、英語: Voice of Shangri-La）は、雲南ラジオテレビジョン放送の対外ラジオ放送チャンネルである。中国に現存する4つの外国向けラジオ局（他3つは中国国際放送、海峡の声、北部湾の声）の1つで、雲南省で唯一の公共放送メディア、対外放送で、1986年10月1日に「雲南ラジオ（云南广播电台）」として開局し、2007年10月に「雲南人民放送・香格里拉之声」に変更された。 中国語とベトナム語で放送されている。2020年6月11日、「香格里拉之声」は「国際放送」の局名に変更された。
出力50kWの送信機を2つ備え、ベトナムのハノイとタイのバンコクを中心に、ベトナム、ラオス、ミャンマーなど東南アジア・南アジア7か国・地域の国境地帯を効果的にカバーできる。 ベトナムの聴取対象者は約8000万人、中国の聴取対象者（華僑）は約1700万人である。 この放送は、西アジア、アジア太平洋、ヨーロッパ、アメリカの国や地域にも影響を与えることができる。

## 周波数・放送時間
| 時間        | 言語       | 周波数  | 出力 |
| 19:00-19:30 | ベトナム語 | 6035kHz | 50kW |
| 19:30-21:00 | 中国語     | 6035kHz | 50kW |

※表記は日本標準時。